# Jaroslava Gloserová
Jaroslava Gloserová rozená Fialová; 17. července 1932 Plzeň – 4. ledna 1981 Plzeň) byla česká architektka se zaměřením na bytové výstavby a veřejné a občanské stavby.

## Životopis
Jaroslava Gloserová se narodila jako Jaroslava Fialová 17. července 1932 v Plzni. V roce 1957 úspěšně dokončila studium architektury na Fakultě architektury a pozemního stavitelství ČVUT. Poté pracovala ve Studijním a typizačním ústavu. Od roku 1958 až do smrti působila v plzeňské Krajské projektové organizaci Stavoprojekt. Během normalizace kritizovala vyhazování odborníků ze zaměstnání kvůli jejich názorům. Zemřela 4. ledna 1981.

## Realizace
- restaurace Na Rozvoji, Klatovy (1961)
- dostavba bytů Na Rozvoji, Klatovy (1962)
- bytová výstavba, Bezdružice (1963)
- obytný okrsek, Domažlice (1964)
- Hotel Ural, Plzeň (1967)
- výšková administrativní budova s restaurací Bohemia, Anglické nábřeží, Plzeň (1969)
- 14. základní škola, Doubravka, Plzeň (1970)
- Středisko obchodu a služeb, Doubravka, Plzeň (1970)
- lékárna, Ostrov (1970)
- bytový dům s prodejnou DZ, Doubravka, Plzeň (1971)
- přístavba I. polikliniky, Plzeň (1971)
- I. etapa výstavby sídliště Lochotín, Plzeň (1972)
- budova Krajské politické školy, Lochotín, Plzeň (1972)
- obytný okrsek I. a II. stavba, Doubí (1973)
- mateřská škola, Tachov (1974)
- mateřské školy a jesle Hornoměcholupská, Praha (1974)
- 32. základní škola, Lochotín, Plzeň (1975)
- 78. mateřská škola, Lochotín, Plzeň (1976)
- I. etapa výstavby sídliště Bolevec, Plzeň (1976)
- Správní budova SNB, roh Denisova nábřeží a ulice Ukrajinská, Plzeň (1977)
- III. etapa výstavby sídliště Bolevec, Plzeň (1978)
- 2 × 18 třídní ZŠ Bolevec (1979)
- Léčebna dlouhodobě nemocných, Plzeň (1980)[2][4]